# Moth to a Flame
"Moth to a Flame" is een nummer van de Zweedse groep Swedish House Mafia en de Canadese zanger The Weeknd. Het nummer verscheen op het album Paradise Again van Swedish House Mafia uit 2022. Op 22 oktober 2021 werd het nummer uitgebracht als de derde single van het album. In 2022 stond het nummer ook op de uitgebreide versie van het album Dawn FM van The Weeknd.

## Achtergrond
"Moth to a Flame" is geschreven door Swedish House Mafia-leden Axel Hedfors, Steve Angello en Sebastian Ingrosso in samenwerking met The Weeknd (onder zijn echte naam Abel Tesfaye) Carl Nordström en is geproduceerd door Swedish House Mafia en Nordström. Al in april 2021 gingen er geruchten dat Swedish House Mafia en The Weeknd zouden samenwerken, toen de groep een contract met de manager van de zanger tekende. Tijdens de MTV Video Music Awards op 12 september 2021 speelde Swedish House Mafia een kort fragment van het nummer tijdens hun optreden bij de show. Op 19 oktober werd aangekondigd dat de single op 22 oktober zou verschijnen. Ter gelegenheid van de single presenteerden de groepsleden een aflevering van Memento Mori, het radioprogramma van The Weeknd.
"Moth to a Flame" werd een wereldwijde hit. Het behaalde de vijftiende plaats in de UK Singles Chart en kwam in de Amerikaanse Billboard Hot 100 tot plaats 27. In Zweden en Canada, de thuislanden van de artiesten, piekte de single respectievelijk op de vijfde en zevende plaats. Het behaalde het grootste succes in Griekenland, waar het op de derde positie piekte. Ook in onder meer Australië, Bulgarije, Denemarken, El Salvador, Finland, India, Kroatië, Libanon, Litouwen, Noorwegen en Zwitserland werd de top 10 gehaald. In Nederland kwam de single tot de tiende plaats in de Top 40 en tot de negentiende plaats in de Single Top 100, terwijl in Vlaanderen de zeventiende positie in de Ultratop 50 werd gehaald.

## Hitnoteringen

### Nederlandse Top 40
| Hitnotering: 30-10-2021 t/m 02-04-2022 | Hitnotering: 30-10-2021 t/m 02-04-2022 | Hitnotering: 30-10-2021 t/m 02-04-2022 | Hitnotering: 30-10-2021 t/m 02-04-2022 | Hitnotering: 30-10-2021 t/m 02-04-2022 | Hitnotering: 30-10-2021 t/m 02-04-2022 | Hitnotering: 30-10-2021 t/m 02-04-2022 | Hitnotering: 30-10-2021 t/m 02-04-2022 | Hitnotering: 30-10-2021 t/m 02-04-2022 | Hitnotering: 30-10-2021 t/m 02-04-2022 | Hitnotering: 30-10-2021 t/m 02-04-2022 | Hitnotering: 30-10-2021 t/m 02-04-2022 | Hitnotering: 30-10-2021 t/m 02-04-2022 |
| Week                                   | 1                                      | 2                                      | 3                                      | 4                                      | 5                                      | 6                                      | 7                                      | 8                                      | 9                                      | 10                                     | 11                                     | 12                                     |
| -------------------------------------- | -------------------------------------- | -------------------------------------- | -------------------------------------- | -------------------------------------- | -------------------------------------- | -------------------------------------- | -------------------------------------- | -------------------------------------- | -------------------------------------- | -------------------------------------- | -------------------------------------- | -------------------------------------- |
| Nummer                                 | 22                                     | 14                                     | 14                                     | 14                                     | 14                                     | 14                                     | 12                                     | 11                                     | 10                                     | 17                                     | 16                                     | 13                                     |
| Week                                   | 13                                     | 14                                     | 15                                     | 16                                     | 17                                     | 18                                     | 19                                     | 20                                     | 21                                     | 22                                     | 23                                     |                                        |
| Nummer                                 | 13                                     | 12                                     | 11                                     | 10                                     | 14                                     | 17                                     | 20                                     | 26                                     | 28                                     | 32                                     | 36                                     | uit                                    |

### Single Top 100
| Hitnotering: 30-10-2021 t/m 30-04-2022 | Hitnotering: 30-10-2021 t/m 30-04-2022 | Hitnotering: 30-10-2021 t/m 30-04-2022 | Hitnotering: 30-10-2021 t/m 30-04-2022 | Hitnotering: 30-10-2021 t/m 30-04-2022 | Hitnotering: 30-10-2021 t/m 30-04-2022 | Hitnotering: 30-10-2021 t/m 30-04-2022 | Hitnotering: 30-10-2021 t/m 30-04-2022 | Hitnotering: 30-10-2021 t/m 30-04-2022 | Hitnotering: 30-10-2021 t/m 30-04-2022 | Hitnotering: 30-10-2021 t/m 30-04-2022 | Hitnotering: 30-10-2021 t/m 30-04-2022 | Hitnotering: 30-10-2021 t/m 30-04-2022 | Hitnotering: 30-10-2021 t/m 30-04-2022 | Hitnotering: 30-10-2021 t/m 30-04-2022 |
| Week                                   | 1                                      | 2                                      | 3                                      | 4                                      | 5                                      | 6                                      | 7                                      | 8                                      | 9                                      | 10                                     | 11                                     | 12                                     | 13                                     | 14                                     |
| -------------------------------------- | -------------------------------------- | -------------------------------------- | -------------------------------------- | -------------------------------------- | -------------------------------------- | -------------------------------------- | -------------------------------------- | -------------------------------------- | -------------------------------------- | -------------------------------------- | -------------------------------------- | -------------------------------------- | -------------------------------------- | -------------------------------------- |
| Nummer                                 | 22                                     | 20                                     | 20                                     | 21                                     | 24                                     | 26                                     | 27                                     | 34                                     | 41                                     | 57                                     | 23                                     | 19                                     | 24                                     | 26                                     |
| Week                                   | 15                                     | 16                                     | 17                                     | 18                                     | 19                                     | 20                                     | 21                                     | 22                                     | 23                                     | 24                                     | 25                                     | 26                                     | 27                                     |                                        |
| Nummer                                 | 29                                     | 19                                     | 26                                     | 31                                     | 36                                     | 40                                     | 43                                     | 49                                     | 49                                     | 58                                     | 76                                     | 81                                     | 100                                    | uit                                    |

### NPO Radio 2 Top 2000
| Nummer met noteringen in de NPO Radio 2 Top 2000 | '22  | '23  | '24  |
| ------------------------------------------------ | ---- | ---- | ---- |
| Moth to a Flame                                  | 1495 | 1432 | 1686 |

1. ↑  Een vetgedrukt getal geeft de hoogste notering aan.
2. ↑  2022 was het eerste jaar met een notering voor dit nummer.